# Isaac Heijmans Presburg
Isaac Heijmans Presburg (* um 1747–1750 im ungarischen Pressburg; † 3. Mai 1832 in Nijmegen) war ein Textilkaufmann, Geldwechsler, Rabbiner und Großvater von Karl Marx.

## Vorfahren
Isaac Heijmans Presburgs Vater war Chajm Presburg. Sein Großvater war entweder der Rabbiner Michel Lazarus Presburg († 1756) oder dessen Bruder Mayer Pressburg († 1752). Deren Vater wiederum war 1699 Vorsteher der Judenschaft im damaligen Ungarn, 1705 Wiener Münzjude und Oberhoffaktor in Wien.

## Leben
Isaac Heijmans Presburg wanderte 1775, möglicherweise infolge von Verfolgung in seiner Geburtsstadt, in die Niederlande, in denen Juden weniger Beschränkungen unterworfen waren. Er ließ sich in Nijmegen nieder.
Isaac Heijmans Presburg leitete die Synagogengemeinde in der Nonnenstraat. Sein Haus stand in der vom Marktplatz zur Waalkade herabführenden Grotestraat 33. Daran erinnert heute eine Gedenktafel mit der Inschrift: „Hier stand das Elternhaus von Henriette Presburg, Mutter von Karl Marx“. Die Tafel war 1984 zunächst an einem anderen Haus in der Grotestraat angebracht worden, bis 1989 der einstige Standort des Hauses genauer lokalisiert werden konnte und die Tafel daraufhin an ihren jetzigen Standort versetzt wurde.

## Familie
Isaac Heijmans Presburg heiratete 1785 in Nijmegen Nanette Salomon Barent-Cohen (* 1764 in Amsterdam; † 7. April 1833 in Nijmegen), die Tochter von Salomon Barent Cohen (um 1732 – 1804). Salomon Barent Cohen war der Bruder von Levy Barent Cohen, der durch seine Nachkommen mit fast allen der führenden jüdischen Familien in England verbunden war.
Das Paar hatte fünf Kinder, darunter die Töchter Henriette (* 20. September 1788; ⚭ 1814 Heinrich Marx) und Sophia (* 15. November 1792; ⚭ Lion Philips).